# Dmitrij Maksimow
Dmitrij Walerjewicz Maksimow (ros. Дмитрий Валерьевич Максимов, ur. 1 kwietnia 1978) – rosyjski judoka. Olimpijczyk z Aten 2004, gdzie odpadł w eliminacjach w wadze półciężkiej.
Uczestnik mistrzostw świata w 2003. Startował w Pucharze Świata w latach 2001-2006. Siódmy na mistrzostwach Europy w 2003. Akademicki mistrz świata w 2002. Mistrz Rosji w 2002 i 2003; drugi w 2006; trzeci w 2005 roku.

## Letnie Igrzyska Olimpijskie 2004
| Konkurencja | Eliminacje                  | Eliminacje               | Klas. końcowa |
| Konkurencja | Przeciwnik I                | Przeciwnik II            | Miejsce       |
| ----------- | --------------------------- | ------------------------ | ------------- |
| 100 kg      | Masud Chosrawineżad (IRI) Z | Ghislain Lemaire (FRA) P | 2 runda.      |